# Francisco de Mascarenhas
D. Francisco de Mascarenhas, (c. 1530 — Lisboa, 4 de setembro de 1608), 1.º conde de Vila da Horta e depois 1.º conde de Santa Cruz (das Flores), foi um aristocrata que, entre outros cargos, foi o 13.º vice-rei da Índia, capitão do donatário nas ilhas do Faial e Pico, e depois de Flores e Corvo, e membro da Junta Governativa de Portugal durante a União Ibérica.

## Biografia
Foi o quarto filho de D. João Mascarenhas, 2.º senhor de Lavre e Estepa, alcaide-mor de Montemor-o-Novo e comendador de Mértola, na Ordem de Cristo, e de D. Margarida Coutinho, terceira filha de D. Vasco Coutinho, 1.º conde de Redondo.. O pai foi também capitão de ginetes dos reis D. Manuel e D. João III e do conselho dos mesmos reis.
Ligado à melhor aristocracia, foi um cortesão que desde cedo exerceu importantes cargos, como o de capitão dos ginetes e o de capitão dos cavaleiros, escudeiros e criados da Casa Real de D. João III e depois de D. Sebastião. Foi igualmente membro do Conselho Real de ambos os monarcas. 
Passou a servir na Índia, para onde partiu pela primeira vez em 1554 na armada em que seguia como vice-rei o seu tio, D. Pedro Mascarenhas. Na Índia foi nomeado em 1562 para os cargos de capitão do mar e governador de Chaul. Em 1564, após participação no socorro de Cananor daquele ano, foi indigitado para governador de Sofala. Em 1567, participou na expedição contra Mangalor.
No âmbito da crise de 1565-1575, a Guerra da Liga das Índias, no ano de 1570, durante o primeiro vice-reinado de D. Luís de Ataíde, resistiu por um ano, com 1600 homens, ao cerco montado a Chaul pelo sultão de Ahmadnagar, Nizam Ul-Mulk Shah (designado por Nizamaluco em fontes portuguesas), saindo vitorioso.
Regressado ao Reino, em paga dos seus serviços na Índia, foi nomeado pelo rei D. Sebastião, por carta de 10 de março de 1573, capitão-do-donatário das capitanias das ilhas do Faial e do Pico com carácter hereditário, apesar da posse das capitanias estar então em litígio com os herdeiros do último capitão Manuel de Utra Corte Real.
Em 1578 acompanhou D. Sebastião na jornada de Alcácer Quibir, estando presente na fatídica reunião anterior à batalha, ao lado do duque de Aveiro e do conde de Vimioso. Aprisionado pelos muçulmanos, logrou alcançar a liberdade, regressando de novo ao Reino.
Após o seu regresso foi um dos membros da alta aristocracia que defendeu acerrimamente, durante o curto reinado do cardeal-rei D. Henrique, os direitos de D. Filipe II de Espanha à coroa portuguesa. Após a tomada do poder pelos partidários de Filipe II, como prémio da sua fidelidade foi por aquele monarca nomeado vice-rei do Estado da Índia, por carta de 22 de fevereiro de 1581, e encarregado pelo rei de o fazer jurar no Estado da Índia. Entre as muitas mercês e tenças que na altura recebeu para si e para a sua família, foi então agraciado pelo rei com o título de conde da Vila da Horta para usar quando chegasse à Índia. O título justificava-se por ser desde 1573 capitão do donatário nas ilhas açorianas do Faial e Pico, onde aquela vila se localizava.
Além de levar uma carta régia que transformava o vice-rei da Índia, D. Luís de Ataíde, de 3.º conde de Atouguia em 1.º marquês de Santarém, foi também portador de alvarás régios assinados em branco que deveria utilizar para aliciar os capitães e fidalgos da Índia, caso estes não aceitassem pacificamente a União Ibérica.
Com destino a Goa, partiu de Lisboa em 8 de abril de 1581 e aportou à ilha de Moçambique a 18 de agosto de 1581, data em que obteve o juramento de fidelidade a Filipe I de Portugal da guarnição ali existente e usou pela primeira vez o seu título de conde da Vila da Horta.
A 24 de Setembro entrou em Goa, onde constatou que o governador Fernão Teles de Meneses já havia feito jurar D. Filipe I por rei, facto que o desanimou, pois tinha sido o encargo dessa missão, uma das razões primordiais da sua nomeação para vice-rei, a par da anterior carreira na Índia.
A sua primeira decisão governativa, após reunião em Conselho, consubstanciou-se no tradicional despacho das armadas. Começou por despachar Matias de Albuquerque com duas galés, vinte fustas e 700 homens para os mares do Malabar. Já para a armada do Sul, e após ter despachado embaixador para a corte mongol, destacou Diogo Lopes Coutinho. Na armada de Matias de Albuquerque, seguiram André Furtado de Mendonça, e ainda D. Jerónimo de Azevedo, além de D. Gil Eanes Mascarenhas, fidalgo de destaque, e de Francisco Fernandes. Esta armada que se dedicou a destruir vários portos de piratas malabares, semeou a destruição no Malabar, apresando vários navios inimigos e causando sérios danos aos reinos da região.
O seu vice-reinado na Índia decorreu calmo, e terminadas as tarefas de garantir a fidelidade naquela parte do Império ao rei D. Filipe, regressou ao reino em 25 de novembro de 1584.
Entretanto a questão da sucessão das capitanias do Faial e do Pico, que estava em litígio por parte de Jerónimo de Utra Corte Real, filho do último capitão, Manuel de Utra Corte Real, aquando da sua concessão a D. Francisco de Mascarenhas em 1573 teve um desfecho inesperado. Esse desfecho ocorreu quando em 1582, por sentença da Relação da Casa da Suplicação, Jerónimo de Utra Corte Real foi reintegrado no cargo de capitão do donatário. Tal deveu-se à luta que na ilha Terceira se travava a favor de D. António Prior do Crato, ali ao tempo aclamado rei de Portugal, e à necessidade de conquistar fidelidades no arquipélago de que resultou o casamento de Margarida Corte-Real, prima-segunda de Jerónimo de Utra Corte-Real, com Cristóvão de Moura, um dos mais fiéis apoiantes de Filipe II de Espanha, que viria a ser vice-rei de Portugal durante a União Ibérica. Dessa decisão resultou que D. Francisco de Mascarenhas perdeu aquelas capitanias.
Em 1593 foi nomeado por D. Filipe I para integrar a Junta Governativa de Portugal, de 5 membros, que assegurou as funções do cargo de Vice-Rei de Portugal em substituição do cardeal arquiduque Alberto de Áustria.
Nesse mesmo ano, por carta de 17 de setembro de 1593, recebeu por mercê de compensação dos seus serviços e indemnização da perda das capitanias do Faial e Pico, o senhorio da ilha de Santo Antão, em Cabo Verde, e das ilhas de Flores e Corvo, nos Açores, senhorio esse que vagara pela morte de Gonçalo de Sousa da Fonseca. Recebeu ainda o título de conde de Santa Cruz (vila da ilha das Flores) em substituição do de conde da Vila da Horta.
Este senhorio, formado por uma ilha de Cabo Verde e duas dos Açores, fora instituído em 1575 a favor do referido Gonçalo da Fonseca e incluía a comenda das Flores e Corvo. A carta de doação reservava unicamente para o poder régio a correição e alçada e cedia todas as rendas, foros e direitos da fazenda real. Era uma doação hereditária, permitia a designação de senhor das referidas ilhas e capacidade para confirmação dos juizes eleitos nos municípios, para pôr ouvidor e dar os ofícios e que o ouvidor pudesse conhecer os agravos. Esta mercê levantou um litígio com a viúva de Pero da Fonseca, D. Beatriz de Távora, que durou até 1600, dirimido pelo tribunal.
Faleceu em Lisboa aos 78 anos de idade, em 4 de setembro de 1608.